# Retezat Nationalpark
Retezat Nationalpark (rumænsk: Parcul Naţional Retezat) er et beskyttet område (nationalpark kategori II IUCN) beliggende i Retezat-bjergene i distriktet Hunedoara i Rumænien. 

## Beskrivelse
Nationalparken omfatter mere end tres toppe over 2.300 moh.  og over hundrede krystalklare dybe gletsjersøer og  Retezat-bjergene er nogle af de smukkeste i Karpaterne. I 1935 afsatte Rumæniens regering et område af Retezat-bjergene og skabte landets første nationalpark. 

Parken har et areal på 380,47 km². Området huser en af Europas sidste tilbageværende intakte urlskovee og kontinentets største enkeltområde med uberørt blandet skov. Peleaga, den højeste top af Retezat-bjergene, der er 2.509 moh. ligger i parken. Parken omfatter også omkring firs gletsjersøer .
I 1979 inkluderede UNESCO's Menneske og biosfære-program parken i det internationale netværk af biosfærereservater, men det blev tilbagetrukket i 2021.

## Flora og fauna
Floraen består af cirka 1.190 plantearter, hvoraf 130 har status som "truede" eller "sårbare". Ulve, brun bjørn, vildsvin, europæisk los, europæisk vildkat, gemser, rådyr og kronhjort samt små kødædende arter som grævling og odder befolker parken.
Det videnskabelige reservat Gemenele ("Tvillingerne" på rumænsk) er et strengt beskyttet område af parken, der omslutter en intakt urskov.